# Oberalm
Oberalm är en ort och kommun i Österrike. Den ligger i distriktet Hallein i förbundslandet Salzburg, 250 kilometer väster om huvudstaden Wien. 
Kommunen består av två orter (Ortschaften) (inom parentes invånarantal 1 januari 2024):
- Oberalm (4 134)
- Vorderwiestal (220)